# Iteaphila
Iteaphila is een geslacht van insecten uit de familie van de dansvliegen (Empididae), die tot de orde tweevleugeligen (Diptera) behoort.

## Soorten
- I. cana Melander, 1946
- I. conjuncta (Coquillett, 1900)
- I. cormus (Walker, 1849)
- I. fuliginosa Melander, 1946
- I. furcata (Zetterstedt, 1842)
- I. italica Loew, 1873
- I. luctuosa (Kirby, 1837)
- I. macquarti Zetterstedt, 1838
- I. napaea Melander, 1946
- I. nitidula Zetterstedt, 1838
- I. orchestris Melander, 1902
- I. testacea Melander, 1946
- I. triangula (Coquillett, 1900)
- I. vetula Melander, 1946